# Hispaniolaschleiereule

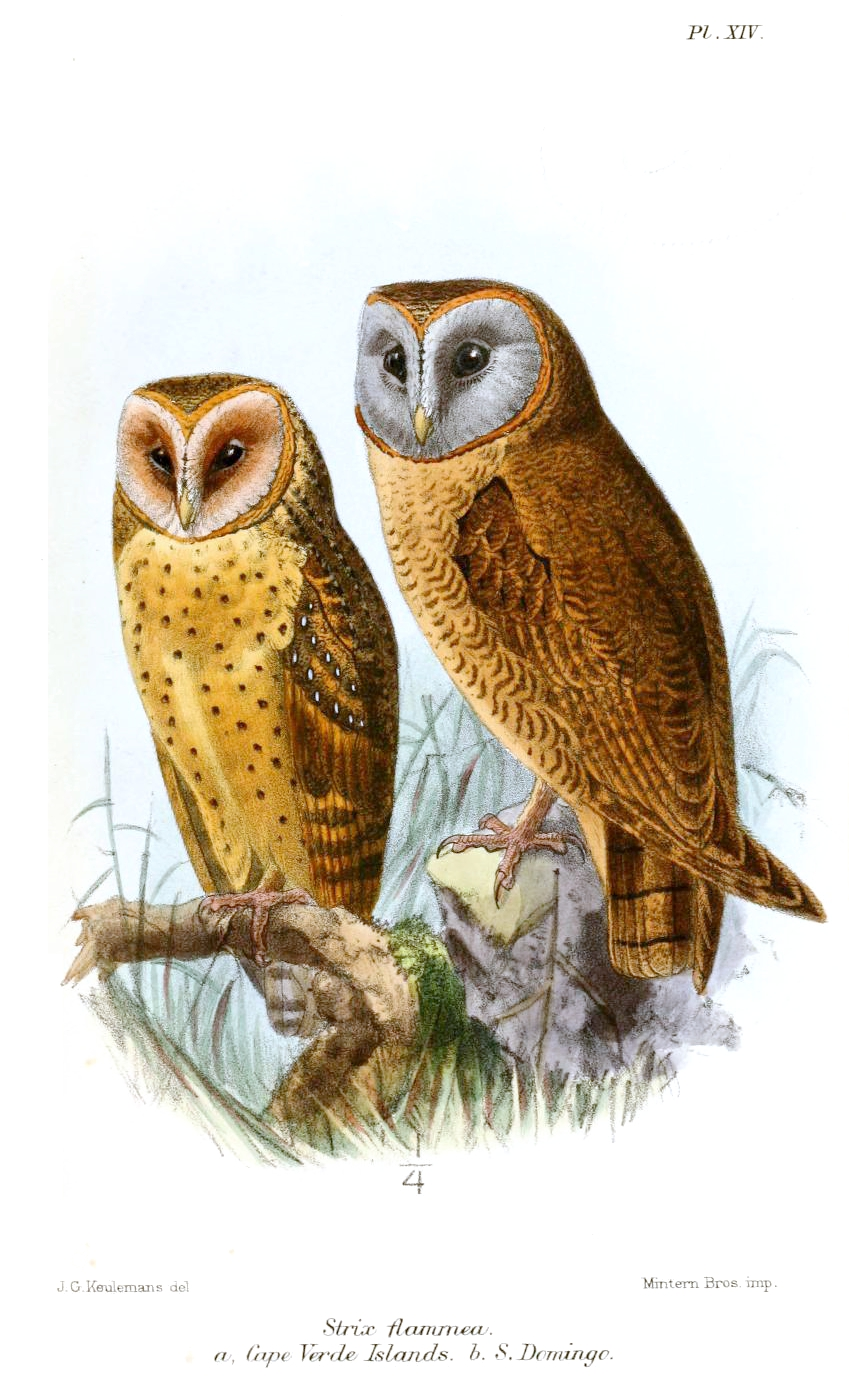
Hispaniolaschleiereule (rechts), links eine Kap Verde-Schleiereule (Tyto detorta)

Die Hispaniolaschleiereule (Tyto glaucops) ist eine Art aus der Gattung der Schleiereulen, die nur auf der Île de la Tortue und im Ostteil von Haiti in den Großen Antillen vorkommt. Sie galt lange als eine Unterart der Schleiereule, wird aber in jüngerer Literatur als eigenständige Art angesehen. Ihr Verbreitungsgebiet überlappt sich mit dem der Amerikaschleiereule. Zu einer Hybridisierung mit dieser Art kommt es jedoch nicht. Dies und die Tatsache, dass sich das Lautrepertoire von dem der Amerikaschleiereule unterscheidet, hat zu der Einordnung als Art geführt.

## Merkmale
Die Hispaniolaschleiereule ist eine mittelgroße Schleiereulenart. Die Körperlänge beträgt 33 Zentimeter. Sie gleicht sehr der auch in Mitteleuropa vorkommenden Schleiereule, hat jedoch einen aschgrauen Gesichtsschleier, der orange-braun umkränzt ist. Unter den Schleiereulen ist dieser aschgraue Gesichtsschleier einzigartig. Das Körpergefieder ist gelblich-braun mit schwarzen Flecken auf der Körperoberseite. Auf der Körperunterseite haben die Flecken eine leichte Längsform. Die Art ist kleiner als die Amerikaschleiereule und heller als die Curaçao-Schleiereule. 
In ihrem Verbreitungsgebiet kommt sie überwiegend in offenem Gelände vor, das mit wenigen Bäumen und Sträuchern bestanden ist. Sie besiedelt auch offene Wälder und kommt häufig in der Nähe von menschlichen Siedlungen vor. Das Nahrungsspektrum umfasst kleine Säuger wie Mäuse und Ratten sowie kleine Vögel, Reptilien, Frösche und Insekten. Über die Fortpflanzungsbiologie ist nichts bekannt. Diese gleicht vermutlich der anderer Schleiereulen. Da die Art bislang als Unterart der Schleiereule galt, fehlen verlässliche Populationszahlen.

## Belege

### Einzelbelege
1. ↑   König et al., S. 209
2. 1 2   König et al., S. 214
3. ↑   König et al., S. 213